# Мариахилф
Мариахилф (на немски: Mariahilf) е шестият окръг на Виена. Населението му е 31 853 жители (по приблизителна оценка от януари 2019 г.).

## Подразделения
- Гумпендорф
- Лаймгрубе
- Магдалененгрунд
- Мариахилф
- Виндмиле